# Erica boutonii
Erica boutonii är en ljungväxtart som beskrevs av Laurence J. Dorr och E. G. H. Oliv. Erica boutonii ingår i släktet klockljungssläktet, och familjen ljungväxter. Inga underarter finns listade i Catalogue of Life.